# عملیات نیروی عمدی
عملیات نیروی عمدی (انگلیسی: Operation Deliberate Force) یک عملیات هوایی پایدار بود که توسط ناتو، با هماهنگی عملیات زمینی نیروی حفاظت سازمان ملل متحد، برای تضعیف توانایی نظامی ارتش جمهوری صرب بوسنی انجام شد. این ارتش در طول جنگ بوسنی، «مناطق امن» تعیین شده توسط سازمان ملل در بوسنی و هرزگوین را تهدید و مورد حمله قرار داده بود و کشتار سربرنیتسا و قتل‌عام مارکاله، این مداخله را تسریع کرده بود. گلوله‌باران بازار سارایوو در ۲۸ اوت ۱۹۹۵ توسط ارتش جمهوری صرب بوسنی عامل محرک فوری تصمیم ناتو برای آغاز این عملیات تلقی می‌شود.
این عملیات بین ۳۰ اوت و ۲۰ سپتامبر ۱۹۹۵ با مشارکت ۴۰۰ هواپیما و ۵۰۰۰ پرسنل از ۱۵ کشور انجام شد. این عملیات به فرماندهی ادمیرال لیتون دبلیو اسمیت جونیور، به ۳۳۸ هدف صرب بوسنیایی حمله کرد که بسیاری از آنها نابود شدند. در مجموع، در طول این عملیات ۱۰۲۶ بمب پرتاب شد که ۷۰۸ مورد از آنها هدایت‌شونده دقیق بودند. در ۱۹ مورد، از مهمات اورانیوم ضعیف‌شده علیه اهدافی در اطراف سارایوو و هان پیجساک استفاده شد.
این عملیات بمباران همچنین تقریباً با عملیات میسترال ۲، دو حمله نظامی مرتبط نیروی زمینی کرواسی، ارتش جمهوری بوسنی و هرزگوین و شورای دفاع کرواسی که در غرب بوسنی آغاز شد، همزمان بود. این عملیات همچنین محاصره سارایوو را شکست که منجر به راه حلی از طریق موافقت‌نامه دیتون شد.